# Sylvain Guintoli
Sylvain Guintoli (Montélimar, Francia, 24 de junio de 1982) es un piloto profesional de motociclismo francés que corre en el Campeonato Mundial de Superbikes. A diciembre de 2014, ha conseguido 9 victorias y 18 segundos puestos, en la categoría. Se consagró campeón en 2014, y resultó tercero en 2013.
También compitió 80 carreras por el Campeonato Mundial de 250cc durante 2000, 2001, y desde 2003 hasta 2006, y 38 por el MotoGP en 2002, 2007, 2008 y 2011, sin lograr resultados destacables.

## Carrera deportiva
Guintoli obtuvo el título del Campeonato de Francia de Superbikes de 250cc en 2000 y al mismo tiempo, resultó tercero en el Campeonato de Europa de Velocidad de la clase 250cc conduciendo una moto Honda.
También en 2000 tuvo la oportunidad de debutar en el Campeonato Mundial de 250cc gracias a un comodín que se le ofreció a correr en el Circuito de Bugatti.
Guintoli participó en el Mundial de 250cc a bordo de una Aprilia, terminando en el puesto 14 al final de la temporada. En 2002 participa en la fecha de Brno de MotoGP, pero con una Yamaha del equipo Yamaha Tech 3, y al año siguiente con un Aprilia del equipo en la temporada de 250 cc, donde resulta décimo y obtuvo su primer podio en Assen.
En 2004 y 2005 se ha mantenido en la misma clase y con la misma moto, finalizando respectivamente en la decimocuarta y décima posición en la tabla de pilotos. En 2006 corrió con Equipe de France, resultando noveno en el campeonato con 11 top 10.

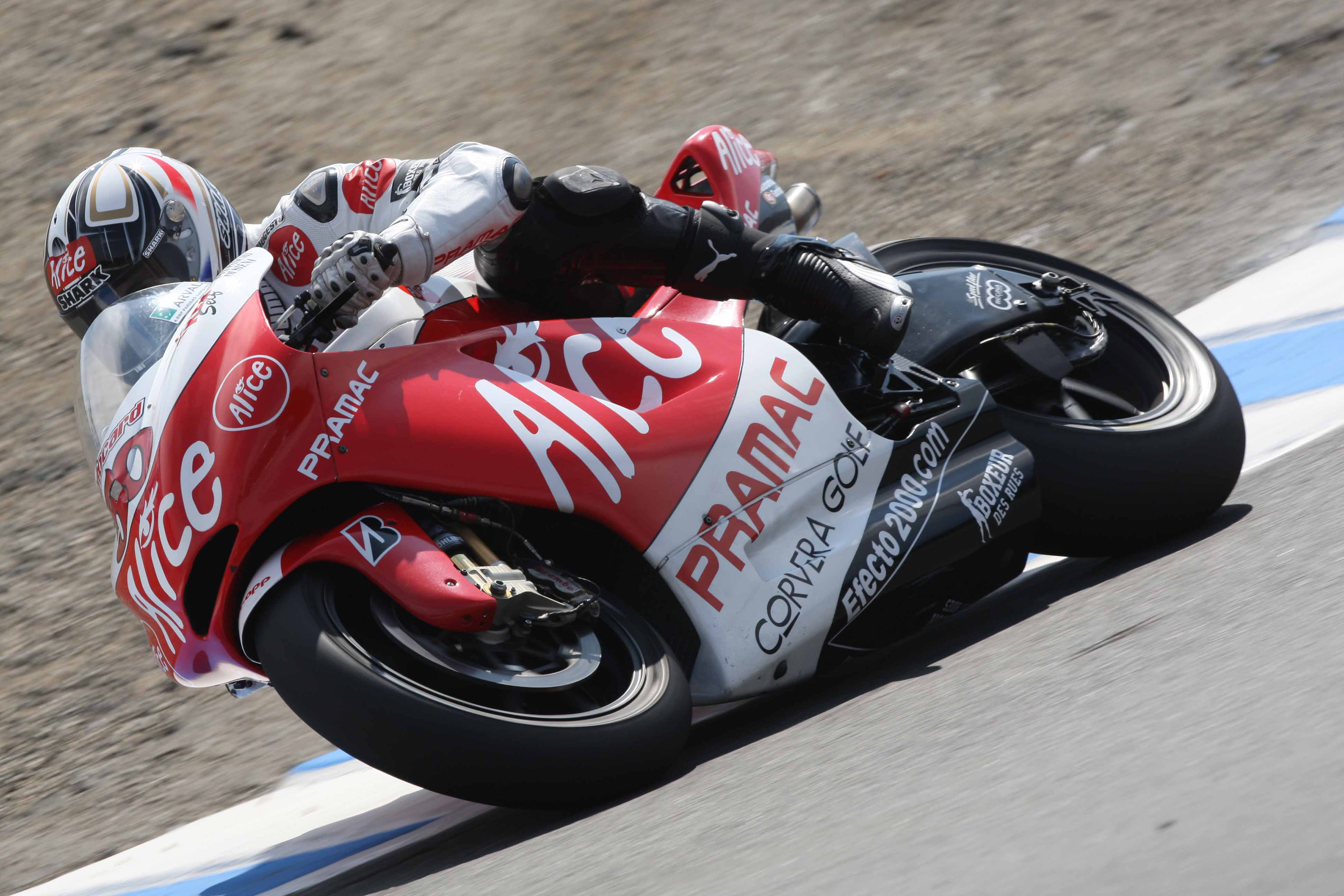
Guintoli en el Gran Premio de Estados Unidos de 2008.

En 2007 volvió a correr en MotoGP con el equipo Yamaha Tech 3, donde puntuó en 15 carreras de 18, y obtuvo un cuarto puesto en Motegi como mejor resultado, de modo que concluyó 16.º en el campeonato. Al año siguiente, condujo una Ducati de Alice Team; resultó 13.º con resultados puntuables en todas las carreras excepto una, logrando una sexto lugar y un séptimo como resultados relevante
En 2009, Guintoli pasa al Campeonato Británico de Superbikes, con una Suzuki. Obtuvo una victoria y 3 podios más en las primeras cuatro fechas de la temporada, sin embargo, durante la preparación para la carrera 5 en Donington Park, Guintoli estuvo involucrado en una accidente con Josh Brookes, que lo dejó con una fractura de tibia y peroné de la pierna derecha, perdiéndose varias fechas
En 2010, Guintoli se convierte en piloto titular del Campeonato Mundial de Superbikes con una Suzuki del equipo Alstare; sumó puntos en todas las carreras salvo una, finalizando séptimo en el campeonato. El francés siguió en la categoría en 2011 a bordo de una Ducati de Effenbert-Liberty; obtuvo tres podios, acabando sexto en el campeonato. Además reemplaza en MotoGP al lesionado Loris Capirossi en la Ducati del equipo Pramac Racing en el Sachsenring.
En 2012 consigue tres victorias en el Mundial de Superbikes, pero con algunos abandonos, finalizó séptimo en la tabla general.
Para 2013 fue contratado por Aprilia Racing para que conduzca una Aprilia oficial. Logró una victoria, siete segundos puestos, y seis terceros, para finalizar tercero en el clasificador final por detrás de Tom Sykes y Eugene Laverty. Guintoli se consagró campeón del Mundial de Superbikes 2014 con 5 victorias, y 11 podios adicionales, manteniendo a raya a Sykes.

## Resultados
Total en su Carrera
| Competencia                        | Competencia                        | Años Activo                    | Carreras | Poles | Podios | 1.º | 2.º | 3.º | V.Ráp. | Cam. |
| 250cc                              | 250cc                              | 2000-06                        | 80       | 0     | 1      | 0   | 0   | 1   | 0      | 0    |
| MotoGP                             | MotoGP                             | 2002, 2007–08, 2011, 2017-2019 | 48       | 0     | 0      | 0   | 0   | 0   | 0      | 0    |
| Campeonato Británico de Superbikes | Campeonato Británico de Superbikes | 2009, 2017                     | 38       | 1     | 5      | 2   | 1   | 2   | 0      | 0    |
| Campeonato Mundial de Superbikes   | Campeonato Mundial de Superbikes   | 2009−2016                      | 171      | 4     | 42     | 9   | 18  | 15  | 12     | 1    |
| Campeonato Mundial de Resistencia  | Campeonato Mundial de Resistencia  | 2021                           | 4        | 1     | 3      | 2   | 0   | 1   | 1      | 1    |
| Total                              | Total                              | Total                          | 341      | 6     | 51     | 13  | 19  | 19  | 13     | 2    |

### Campeonato del Mundo de Motociclismo

#### Por temporada
| Temp. | Cat.   | Moto    | Equipo                      | N.º   | Carreras | Victorias | Podios | Poles | V.Ráp. | Puntos | Posición |
| ----- | ------ | ------- | --------------------------- | ----- | -------- | --------- | ------ | ----- | ------ | ------ | -------- |
| 2000  | 250cc  | Honda   | Équipe de France            | 55    | 1        | 0         | 0      | 0     | 0      | 0      | NC       |
| 2001  | 250cc  | Aprilia | Équipe de France - Scrab GP | 50    | 16       | 0         | 0      | 0     | 0      | 44     | 14.º     |
| 2002  | MotoGP | Yamaha  | Yamaha Tech 3               | 50    | 1        | 0         | 0      | 0     | 0      | 0      | NC       |
| 2003  | 250cc  | Aprilia | Campetella Racing           | 50    | 15       | 0         | 1      | 0     | 0      | 101    | 10.º     |
| 2004  | 250cc  | Aprilia | Campetella Racing           | 50    | 16       | 0         | 0      | 0     | 0      | 42     | 14.º     |
| 2005  | 250cc  | Aprilia | Equipe GP de France - Scrab | 50    | 16       | 0         | 0      | 0     | 0      | 84     | 10.º     |
| 2006  | 250cc  | Aprilia | Equipe GP De France-Scrab   | 50    | 16       | 0         | 0      | 0     | 0      | 96     | 9.º      |
| 2007  | MotoGP | Yamaha  | Dunlop Yamaha Tech 3        | 50    | 18       | 0         | 0      | 0     | 0      | 50     | 16.º     |
| 2008  | MotoGP | Ducati  | Alice Team                  | 50    | 18       | 0         | 0      | 0     | 0      | 67     | 13.º     |
| 2011  | MotoGP | Ducati  | Pramac Racing Team          | 50    | 1        | 0         | 0      | 0     | 0      | 0      | NC       |
| 2017  | MotoGP | Suzuki  | Team Suzuki Ecstar MotoGP   | 50    | 3        | 0         | 0      | 0     | 0      | 1      | 27.º     |
| 2018  | MotoGP | Suzuki  | Team Suzuki Ecstar MotoGP   | 50    | 3        | 0         | 0      | 0     | 0      | 0      | NC       |
| 2019  | MotoGP | Suzuki  | Team Suzuki Ecstar MotoGP   | 50    | 4        | 0         | 0      | 0     | 0      | 7      | 25.º     |
| Total | Total  | Total   | Total                       | Total | 128      | 0         | 1      | 0     | 0      | 492    |          |

- * Temporada en curso.

#### Carreras por año
| Año  | Categoría | Moto    | 1       | 2       | 3       | 4      | 5       | 6       | 7       | 8       | 9       | 10      | 11      | 12     | 13      | 14      | 15      | 16      | 17     | 18     | 19  | Pos. | Pts. |
| ---- | --------- | ------- | ------- | ------- | ------- | ------ | ------- | ------- | ------- | ------- | ------- | ------- | ------- | ------ | ------- | ------- | ------- | ------- | ------ | ------ | --- | ---- | ---- |
| 2000 | 250cc     | Honda   | RSA     | MAL     | JPN     | SPA    | FRA Ret | ITA     | CAT     | NED     | GBR     | GER     | CZE     | POR    | VAL     | BRA     | PAC     | AUS     |        |        |     | NC   | 0    |
| 2001 | 250cc     | Aprilia | JPN 15  | RSA 12  | SPA Ret | FRA 14 | ITA Ret | CAT 18  | NED 4   | GBR 7   | GER Ret | CZE 13  | POR Ret | VAL 16 | PAC 16  | AUS Ret | MAL 9   | BRA 11  |        |        |     | 14.º | 44   |
| 2002 | MotoGP    | Yamaha  | JPN     | RSA     | SPA     | FRA    | ITA     | CAT     | NED     | GBR     | GER     | CZE 17  | POR     | BRA    | PAC     | MAL     | AUS     | VAL     |        |        |     | NC   | 0    |
| 2003 | 250cc     | Aprilia | JPN 10  | RSA 9   | SPA Ret | FRA 6  | ITA 5   | CAT 8   | NED 3   | GBR Ret | GER Ret | CZE 8   | POR 7   | BRA 4  | PAC Ret | MAL DNS | AUS Ret | VAL 4   |        |        |     | 10.º | 101  |
| 2004 | 250cc     | Aprilia | RSA 15  | SPA Ret | FRA Ret | ITA 13 | CAT 7   | NED Ret | BRA 12  | GER 10  | GBR 10  | CZE Ret | POR Ret | JPN 19 | QAT 11  | MAL Ret | AUS 8   | VAL Ret |        |        |     | 14.º | 42   |
| 2005 | 250cc     | Aprilia | SPA Ret | POR 8   | CHN 12  | FRA 9  | ITA Ret | CAT 8   | NED 12  | GBR 9   | GER 11  | CZE 10  | JPN 10  | MAL 9  | QAT 9   | AUS 10  | TUR 9   | VAL 14  |        |        |     | 10.º | 84   |
| 2006 | 250cc     | Aprilia | SPA 9   | QAT 6   | TUR 6   | CHN 12 | FRA 9   | ITA 11  | CAT 8   | NED Ret | GBR 8   | GER 10  | CZE 9   | MAL 7  | AUS Ret | JPN Ret | POR 8   | VAL 10  |        |        |     | 9.º  | 96   |
| 2007 | MotoGP    | Yamaha  | QAT 15  | SPA 15  | TUR 15  | CHN 13 | FRA 10  | ITA 14  | CAT 14  | GBR 16  | NED 14  | GER Ret | USA 13  | CZE 13 | RSM 12  | POR 14  | JPN 4   | AUS 14  | MAL 19 | VAL 11 |     | 16.º | 50   |
| 2008 | MotoGP    | Ducati  | QAT 15  | SPA 16  | POR 15  | CHN 15 | FRA 13  | ITA 11  | CAT 13  | GBR 13  | NED 10  | GER 6   | USA 12  | CZE 12 | RSM 11  | IND 7   | JPN 14  | AUS 14  | MAL 13 | VAL 12 |     | 13.º | 67   |
| 2011 | MotoGP    | Ducati  | QAT     | SPA     | POR     | FRA    | CAT     | GBR     | NED     | ITA     | GER 17  | USA     | CZE     | IND    | RSM     | ARA     | JPN     | AUS     | MAL    | VAL    |     | NC   | 0    |
| 2017 | MotoGP    | Suzuki  | QAT     | ARG     | AME     | SPA    | FRA 15  | ITA 17  | CAT 17  | NED     | GER     | CZE     | AUT     | GBR    | RSM     | ARA     | JPN     | AUS     | MAL    | VAL    |     | 27.º | 1    |
| 2018 | MotoGP    | Suzuki  | QAT     | ARG     | AME     | SPA    | FRA     | ITA     | CAT Ret | NED     | GER     | CZE 19  | AUT     | GBR    | RSM     | ARA     | THA     | JPN 21  | AUS    | MAL    | VAL | NC   | 0    |
| 2019 | MotoGP    | Suzuki  | QAT     | ARG     | AME     | SPA    | FRA     | ITA     | CAT 13  | NED     | GER     | CZE 20  | AUT     | GBR 12 | RSM     | ARA     | THA     | JPN 20  | AUS    | MAL    | VAL | 25.º | 7    |

### Campeonato Británico de Superbikes

#### Por temporada
| Temp. | Cat.  | Moto   | Equipo               | N.º   | Carreras | Victorias | Podios | Poles | V.Ráp. | Pts. | Pos. |
| ----- | ----- | ------ | -------------------- | ----- | -------- | --------- | ------ | ----- | ------ | ---- | ---- |
| 2009  | BSB   | Suzuki | Worx Crescent Suzuki | 50    | 13       | 1         | 4      | 1     | 0      | 147  | 8.º  |
| 2017  | BSB   | Suzuki | Bennetts Suzuki      | 50    | 25       | 1         | 1      | 0     | 0      | 131  | 13.º |
| Total | Total | Total  | Total                | Total | 38       | 2         | 5      | 1     | 0      | 278  |      |

- * Temporada en curso.

#### Carreras Por Año
| Año  | Categoría | Equipo | BHI | BHI | OUL | OUL | DON | DON | THR | THR | SNE | SNE | KNO | KNO | MAL | MAL | BHGP | BHGP | BHGP | CAD | CAD | CRO | CRO | SIL | SIL | OUL | OUL | OUL | Pos. | Pts. |
| Año  | Categoría | Equipo | R1  | R2  | R1  | R2  | R1  | R2  | R1  | R2  | R1  | R2  | R1  | R2  | R1  | R2  | R1   | R2   | R3   | R1  | R2  | R1  | R2  | R1  | R2  | R1  | R2  | R3  | Pos. | Pts. |
| ---- | --------- | ------ | --- | --- | --- | --- | --- | --- | --- | --- | --- | --- | --- | --- | --- | --- | ---- | ---- | ---- | --- | --- | --- | --- | --- | --- | --- | --- | --- | ---- | ---- |
| 2009 | BSB       | Suzuki | 1   | 2   | 3   | 3   | DNS | DNS |     |     |     |     |     |     |     |     |      |      |      | 8   | 7   | Ret | 13  | 7   | 8   | 5   | 5   | 5   | 8.º  | 147  |

| Año  | Categoría | Equipo | DON | DON | BHI | BHI | OUL | OUL | KNO | KNO | SNE | SNE | BHGP | BHGP | THR | THR | CAD | CAD | SIL | SIL | SIL | OUL | OUL | ASS | ASS | BRH | BRH | BRH | Pos. | Pts. |
| Año  | Categoría | Equipo | R1  | R2  | R1  | R2  | R1  | R2  | R1  | R2  | R1  | R2  | R1   | R2   | R1  | R2  | R1  | R2  | R1  | R2  | R3  | R1  | R2  | R1  | R2  | R1  | R2  | R3  | Pos. | Pts. |
| ---- | --------- | ------ | --- | --- | --- | --- | --- | --- | --- | --- | --- | --- | ---- | ---- | --- | --- | --- | --- | --- | --- | --- | --- | --- | --- | --- | --- | --- | --- | ---- | ---- |
| 2017 | BSB       | Suzuki | Ret | 7   | Ret | 10  | Ret | 11  | 8   | 14  | 10  | 9   | Ret  | 17   | 10  | 8   | 18  | 10  | 13  | 4   | Ret | Ret | 11  | 4   | 1   | DNS | 12  | 11  | 13.º | 131  |

- * Temporada en curso.

### Campeonato Mundial de Superbikes

#### Por temporada
| Temp. | Cat. | Moto    | Equipo                             | Carreras | Victorias | Podios | Poles | V.Rap. | Pts.   | Pos  |
| ----- | ---- | ------- | ---------------------------------- | -------- | --------- | ------ | ----- | ------ | ------ | ---- |
| 2009  | SBK  | Suzuki  | Team Suzuki Alstare                | 2        | 0         | 0      | 0     | 0      | 6      | 33.º |
| 2010  | SBK  | Suzuki  | Team Suzuki Alstare                | 26       | 0         | 0      | 0     | 1      | 197    | 7.º  |
| 2011  | SBK  | Ducati  | Team Effenbert-Liberty Racing      | 25       | 0         | 3      | 0     | 1      | 210    | 6.º  |
| 2012  | SBK  | Ducati  | Team Effenbert Liberty Racing      | 25       | 3         | 7      | 1     | 2      | 213.5  | 7.º  |
| 2013  | SBK  | Aprilia | Aprilia Racing Team                | 27       | 1         | 14     | 1     | 2      | 402    | 3.º  |
| 2014  | SBK  | Aprilia | Aprilia Racing Team                | 24       | 5         | 16     | 2     | 6      | 416    | 1.º  |
| 2015  | SBK  | Honda   | Pata Honda World Superbike Team    | 26       | 0         | 1      | 0     | 0      | 218    | 6.º  |
| 2016  | SBK  | Yamaha  | Pata Yamaha Official WorldSBK Team | 16       | 0         | 1      | 0     | 0      | 141    | 11.º |
| Total |      |         |                                    | 171      | 9         | 42     | 4     | 12     | 1803.5 |      |

#### Carreras Por Año
| Año  | Marca   | 1       | 1       | 2       | 2      | 3       | 3       | 4       | 4       | 5       | 5       | 6      | 6      | 7       | 7       | 8      | 8      | 9     | 9       | 10     | 10    | 11      | 11     | 12    | 12     | 13      | 13    | 14     | 14      | Pos. | Pts.  |
| Año  | Marca   | R1      | R2      | R1      | R2     | R1      | R2      | R1      | R2      | R1      | R2      | R1     | R2     | R1      | R2      | R1     | R2     | R1    | R2      | R1     | R2    | R1      | R2     | R1    | R2     | R1      | R2    | R1     | R2      | Pos. | Pts.  |
| ---- | ------- | ------- | ------- | ------- | ------ | ------- | ------- | ------- | ------- | ------- | ------- | ------ | ------ | ------- | ------- | ------ | ------ | ----- | ------- | ------ | ----- | ------- | ------ | ----- | ------ | ------- | ----- | ------ | ------- | ---- | ----- |
| 2009 | Suzuki  | AUS     | AUS     | QAT     | QAT    | SPA     | SPA     | NED     | NED     | ITA     | ITA     | RSA    | RSA    | USA     | USA     | SMR    | SMR    | GBR   | GBR     | CZE    | CZE   | GER     | GER    | ITA   | ITA    | FRA     | FRA   | POR 10 | POR Ret | 33.º | 6     |
| 2010 | Suzuki  | AUS 6   | AUS 4   | POR 13  | POR 9  | SPA 9   | SPA 6   | NED 14  | NED 13  | ITA 10  | ITA 7   | RSA 10 | RSA 15 | USA 8   | USA 6   | SMR 5  | SMR 6  | CZE 6 | CZE 7   | GBR 12 | GBR 7 | GER 8   | GER 6  | ITA 9 | ITA 8  | FRA DSQ | FRA 4 |        |         | 7.º  | 197   |
| 2011 | Ducati  | AUS Ret | AUS DNS | EUR 11  | EUR 11 | NED Ret | NED 10  | ITA 12  | ITA 7   | USA 3   | USA 7   | SMR 7  | SMR 7  | SPA 11  | SPA 11  | CZE 20 | CZE 9  | GBR 6 | GBR 6   | GER 6  | GER 2 | ITA 6   | ITA 7  | FRA 6 | FRA 5  | POR 2   | POR 5 |        |         | 6.º  | 210   |
| 2012 | Ducati  | AUS 3   | AUS Ret | ITA Ret | ITA 11 | NED 1   | NED 2   | ITA C   | ITA Ret | EUR 8   | EUR 5   | USA 12 | USA 10 | SMR 8   | SMR Ret | SPA 12 | SPA 13 | CZE   | CZE     | GBR 16 | GBR 1 | RUS Ret | RUS 11 | GER 6 | GER 10 | POR 3   | POR 4 | FRA 1  | FRA 3   | 7.º  | 213.5 |
| 2013 | Aprilia | AUS 1   | AUS 2   | SPA 2   | SPA 2  | NED 3   | NED 6   | ITA 4   | ITA 4   | GBR 3   | GBR 2   | POR 2  | POR 2  | ITA Ret | ITA 3   | RUS 6  | RUS C  | GBR 4 | GBR 6   | GER 4  | GER 5 | TUR 4   | TUR 3  | USA 5 | USA 5  | FRA 2   | FRA 3 | SPA 4  | SPA 3   | 3.º  | 402   |
| 2014 | Aprilia | AUS 3   | AUS 1   | SPA 6   | SPA 4  | NED 1   | NED 9   | ITA 5   | ITA 3   | GBR 7   | GBR 3   | MAL 2  | MAL 2  | SMR 5   | SMR 4   | POR 2  | POR 7  | USA 2 | USA 2   | SPA 2  | SPA 2 | FRA 1   | FRA 2  | QAT 1 | QAT 1  |         |       |        |         | 1.º  | 416   |
| 2015 | Honda   | AUS 7   | AUS 5   | THA 5   | THA 6  | SPA 9   | SPA Ret | NED 8   | NED 7   | ITA 8   | ITA Ret | GBR 8  | GBR 8  | POR 5   | POR 6   | SMR 9  | SMR 9  | USA 7 | USA Ret | MAL 4  | MAL 4 | SPA 10  | SPA 9  | FRA 3 | FRA 6  | QAT 10  | QAT 5 |        |         | 6.º  | 218   |
| 2016 | Yamaha  | AUS 6   | AUS 5   | THA 7   | THA 6  | SPA 9   | SPA 10  | NED Ret | NED 11  | ITA DNS | ITA DNS | MAL    | MAL    | GBR     | GBR     | ITA    | ITA    | USA   | USA     | GER 9  | GER 5 | FRA 9   | FRA 8  | SPA 6 | SPA 5  | QAT 3   | QAT 4 |        |         | 11.º | 141   |

### Campeonato Mundial de Motociclismo de Resistencia

#### Por temporada
| Temp. | Moto              | Equipo               | Carreras | Victorias | Podios | Poles | V.Rap. | Pts.  | Pos  |
| ----- | ----------------- | -------------------- | -------- | --------- | ------ | ----- | ------ | ----- | ---- |
| 2021  | Suzuki GSX-R1000R | Yoshimura SERT Motul | 4        | 2         | 3      | 1     | 1      | 175.5 | 1.º  |
| 2022  | Suzuki GSX-R1000R | Yoshimura SERT Motul | 3        | 1         | 1      | 0     | 1      | 109   | 2.º  |
| 2023  | Suzuki GSX-R1000R | Yoshimura SERT Motul | 1        | 0         | 0      | 1     | 0      | 23*   | 7.º* |
| Total | Total             | Total                | 8        | 3         | 4      | 2     | 2      | 307.5 |      |

- * Temporada en curso.

#### Carreras Por Año
(Carreras en negrita indica pole position, carreras en cursiva indica vuelta rápida)
| Temp. | Moto   | 1                | 2                  | 3                | 4                | Pos. | Pts.  |
| ----- | ------ | ---------------- | ------------------ | ---------------- | ---------------- | ---- | ----- |
| 2021  | Suzuki | LMS Gral:1 Cls:1 | EST Gral:17 Cls:12 | BDO Gral:1 Cls:1 | MOS Gral:3 Cls:3 | 1.º  | 175.5 |